# Phrygionis citrina
Phrygionis citrina är en fjärilsart som beskrevs av W. Warren 1897. Phrygionis citrina ingår i släktet Phrygionis och familjen mätare. Inga underarter finns listade i Catalogue of Life.